# Стоянка (аэропорт)
Стоя́нка (иначе — Ме́сто Стоя́нки) — часть перрона или аэродрома, отведённая для расположения воздушного судна (ВС) на время разгрузки, загрузки, хранения или технического обслуживания. Обычно имеет порядковый номер, размечена условными границами для расположения ВС, вспомогательного оборудования и транспортных средств, осевыми линиями для заруливания ВС и остановки их в зависимости от типа. Часто оборудована наземными источником электропитания и кондиционером (или подогревателем). Может быть оборудована телетрапом.
Стоянки военных воздушных судов, в дополнение, могут иметь земляное обвалование с различными техническими помещениями (бункерами), для защиты машины от поражающих факторов, например, при разрывах бомб или ракет, и оборудованы газоотбойниками. Такая стоянка называется капониром.
Самолёты истребительной и штурмовой авиации часто располагаются в капитальных железобетонных укрытиях арочного типа (ЖБУ).
- Место стоянки на перроне аэропорта Волгоград
- Общая стоянка самолётов на аэродроме Чкаловский
- Открытые стоянки боевых самолётов без обваловки
- Закрытая аэродромная стоянка в виде арочного укрытия